# Universidade Estatal de Tiblíssi
A Universidade Estatal de Tiblíssi Ivane Javakhishvili (em georgiano: ივანე ჯავახიშვილის სახელობის თბილისის სახელმწიფო უნივერსიტეტი) foi fundada em 8 de fevereiro de 1918 em Tiblíssi, Geórgia, por um grupo liderado pelo historiador georgiano Ivane Javakhishvili, que dá seu nome à universidade atualmente. É a Universidade mais antiga do Cáucaso.
Estatísticas da US News de 2020 apontavam para 20.319 estudantes e 824 pessoas na equipe acadêmica. As mesmas elencaram a universidade como a 398.ª melhor universidade global do mundo, entre seus indicadores destacando-se como a que tinha a maior porcentagem de seus artigos classificados como "amplamente citados" entre o 1% de artigos mais citados em suas respectivas áreas.